# Украина на летних Олимпийских играх 1996

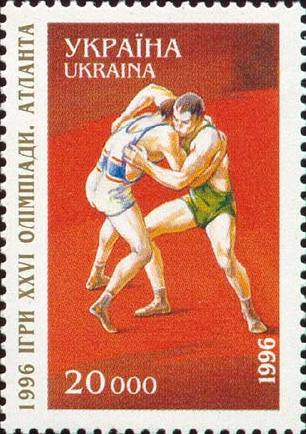
Почтовая марка Украины. Греко-римская борьба

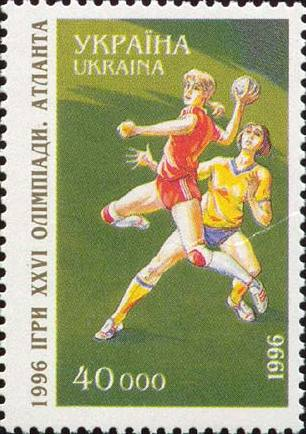
Почтовая марка Украины. Гандбол

Украина принимала участие в Летних Олимпийских играх 1996 года в Атланте (США) в первый раз за свою историю, и завоевала 23 медали (9 золотых, 2 серебряных и 12 бронзовых). Сборную страны представляли 231 спортсмен (146 мужчин, 85 женщин).

## Медалисты
| Медаль  | Спортсмен | Вид спорта                | Дисциплина                     |
| ------- | --- | ------------------------- | ------------------------------ |
| Золото  | Инесса Кравец | Лёгкая атлетика           | Женщины, тройной прыжок        |
| Золото  | Владимир Кличко                                                                                                  | Бокс                      | Мужчины, свыше 91 кг           |
| Золото  | Рустам Шарипов                                                                                                   | Спортивная гимнастика     | Мужчины, брусья                |
| Золото  | Лилия Подкопаева                                                                                                 | Спортивная гимнастика     | Женщины, вольные упражнения    |
| Золото  | Лилия Подкопаева                                                                                                 | Спортивная гимнастика     | Женщины, абсолютное первенство |
| Золото  | Екатерина Серебрянская                                                                                           | Художественная гимнастика | Женщины, личное первенство     |
| Золото  | Тимур Таймазов                                                                                                   | Тяжёлая атлетика          | Мужчины, до 108 кг             |
| Золото  | Вячеслав Олейник                                                                                                 | Греко-римская борьба      | Мужчины, до 90 кг              |
| Золото  | Евгений Браславец Игорь Матвиенко                                                                                | Парусный спорт            | Мужчины, класс «470»           |
| Серебро | Лилия Подкопаева                                                                                                 | Спортивная гимнастика     | Женщины, бревно                |
| Серебро | Инна Фролова Светлана Мазий Дина Мифтахутдинова Елена Ронжина-Морозова                                           | Академическая гребля      | Женщины, четвёрки парные       |
| Бронза  | Елена Садовничая                                                                                                 | Стрельба из лука          | Женщины, личное первенство     |
| Бронза  | Александр Багач                                                                                                  | Лёгкая атлетика           | Мужчины, толкание ядра         |
| Бронза  | Александр Крикун                                                                                                 | Лёгкая атлетика           | Мужчины, метание молота        |
| Бронза  | Инга Бабакова | Лёгкая атлетика           | Женщины, прыжки в высоту       |
| Бронза  | Олег Кирюхин | Бокс                      | Мужчины, до 47 кг              |
| Бронза  | Игорь Коробчинский Олег Косяк Григорий Мисютин Владимир Шаменко Рустам Шарипов Александр Светличный Юрий Ермаков | Спортивная гимнастика     | Мужчины, командное первенство  |
| Бронза  | Елена Витриченко                                                                                                 | Художественная гимнастика | Женщины, личное первенство     |
| Бронза  | Денис Готфрид | Тяжёлая атлетика          | Мужчины, до 99 кг              |
| Бронза  | Андрей Калашников                                                                                                | Греко-римская борьба      | Мужчины, до 52 кг              |
| Бронза  | Эльбрус Тедеев                                                                                                   | Вольная борьба            | Мужчины, до 62 кг              |
| Бронза  | Заза Зозиров | Вольная борьба            | Мужчины, до 68 кг              |
| Бронза  | Елена Пахольчик Руслана Таран                                                                                    | Парусный спорт            | Женщины, класс «470»           |

## Результаты соревнований

### Академическая гребля
В следующий раунд из каждого заезда проходили несколько лучших экипажей (в зависимости от дисциплины). В финал A выходили 6 сильнейших экипажей, остальные разыгрывали места в утешительных финалах B-D.
Мужчины
| Соревнование | Спортсмены      | Предварительный заезд | Предварительный заезд | Предварительный заезд | Отборочный заезд | Отборочный заезд | Отборочный заезд | Полуфинал     | Полуфинал     | Полуфинал     | Финал   | Финал   | Итоговое место |
| Соревнование | Спортсмены      | Заезд                 | Время                 | Место                 | Заезд            | Время            | Место            | Заезд         | Время         | Место         | Время   | Место   | Итоговое место |
| ------------ | --------------- | --------------------- | --------------------- | --------------------- | ---------------- | ---------------- | ---------------- | ------------- | ------------- | ------------- | ------- | ------- | -------------- |
| одиночки     | Александр Химич | 2                     | 7:57,05               | 4                     | 4                | 7:56,15          | 3                | Полуфинал C/D | Полуфинал C/D | Полуфинал C/D | Финал D | Финал D | 19             |
| одиночки     | Александр Химич | 2                     | 7:57,05               | 4                     | 4                | 7:56,15          | 3                | 2             | 7:31,24       | 4             | 7:40,54 | 1       | 19             |

### Водные виды спорта

#### Прыжки в воду
По итогам предварительных 6 прыжков в полуфинал проходило 18 спортсменов. Далее прыгуны выполняли по 5 прыжков из обязательной программы, результаты которых суммировались с результатами предварительных прыжков. По общей сумме баллов определялись финалисты соревнований. Финальный раунд, состоящий из 6 прыжков, спортсмены начинали с результатом, полученным в полуфинале.
Мужчины
| Соревнование      | Спортсмены      | Предварительный раунд | Предварительный раунд | Полуфинал            | Полуфинал            | Сумма                | Сумма                | Финал                | Финал                | Итог                 | Итог                 |
| Соревнование      | Спортсмены      | Результат             | Место                 | Результат            | Место                | Результат            | Место                | Результат            | Место                | Результат            | Место                |
| ----------------- | --------------- | --------------------- | --------------------- | -------------------- | -------------------- | -------------------- | -------------------- | -------------------- | -------------------- | -------------------- | -------------------- |
| трамплин, 3 метра | Роман Володьков | 359,85                | 12 Q                  | 210,30               | 10                   | 570,15               | 12 Q                 | 382,83               | 10                   | 593,13               | 11                   |
| трамплин, 3 метра | Максим Лапин    | 328,23                | 23                    | Завершил выступление | Завершил выступление | Завершил выступление | Завершил выступление | Завершил выступление | Завершил выступление | Завершил выступление | Завершил выступление |

Женщины
| Соревнование      | Спортсмены     | Предварительный раунд | Предварительный раунд | Полуфинал | Полуфинал | Сумма     | Сумма | Финал     | Финал | Итог      | Итог  |
| Соревнование      | Спортсмены     | Результат             | Место                 | Результат | Место     | Результат | Место | Результат | Место | Результат | Место |
| ----------------- | -------------- | --------------------- | --------------------- | --------- | --------- | --------- | ----- | --------- | ----- | --------- | ----- |
| трамплин, 3 метра | Елена Жупина   | 286,47                | 3 Q                   | 209,55    | 10        | 496,02    | 5 Q   | 297,72    | 2     | 507,27    | 5     |
| трамплин, 3 метра | Ирина Писарева | 269,43                | 10 Q                  | 211,23    | 7         | 480,66    | 9 Q   | 236,79    | 12    | 448,02    | 12    |

### Гребля на байдарках и каноэ

#### Гребля на гладкой воде
Мужчины
| Соревнование | Спортсмены                                                                  | Отборочная гонка | Отборочная гонка | Утешительный заезд | Утешительный заезд | Полуфинал | Полуфинал | Финал                 | Финал                 |
| Соревнование | Спортсмены                                                                  | Время            | Место            | Время              | Место              | Время     | Место     | Время                 | Место                 |
| ------------ | --------------------------------------------------------------------------- | ---------------- | ---------------- | ------------------ | ------------------ | --------- | --------- | --------------------- | --------------------- |
| Б-2, 500 м   | Анна Балабанова Екатерина Юрченко                                           | 1:48,436         | 4                | 1:54,373           | 3                  | 1:48,857  | 7         | Завершили выступление | Завершили выступление |
| Б-4, 500 м   | Анна Балабанова Екатерина Юрченко Наталья Феклисова Татьяна Теклян-Семыкина | 1:43,381         | 6                |                    |                    | 1:40,092  | 4         | Завершили выступление | Завершили выступление |